# Список умерших в 585 году

## Сентябрь
- 14 сентября — Император Бидацу, 30-й император Японии (572—585).

## Дата смерти неизвестна или требует уточнения
- Бодогизель, франкский герцог, сын майордома Муммолина.
- Ванделен, наставник и советник несовершеннолетнего короля Австразии Хильдеберта II (581—585), возможно, майордом.
- Вауг Корнуолльский, отшельник, архиепископ, святой Католической церкви.
- Герменегильд, старший сын короля вестготов Леовигильда и Феодосии.
- Гундовальд, король-узурпатор франкского королевства Аквитания (584—585).
- Ингунда, жена Герменегильда, старшего сына вестготского короля Леовигильда.
- Муммол, галло-римский аристократ на службе у франков.
- Нонна Бретонский, святой епископ Армахский.
- Тристан ап Мелиодас, король Корнубии (560—585).
- Файнхе, дева, настоятельница монастыря в Россори, христианская святая.
- Фритувальд, король Берниции (579—585).